# ScRNA
scRNA, małe cytoplazmatyczne RNA (z ang. small cytoplasmic RNA) – niewielka, ewolucyjnie konserwowana cząsteczka RNA, należąca do rodziny cząsteczek RNA odpowiedzialnych za rozpoznawanie sygnału w komórce (ang. signal-recognition-particle-like RNA family). Jej obecność stwierdzono u wielu organimów eukariotycznych (m.in. u Homo sapiens, Schizosaccharomyces pombe), prokariotycznych (m.in. u Clostridium perfringens, Bacillus subtilis) oraz u organizmów z grupy Archaea. Najlepiej scharakteryzowanym scRNA jest 7SL RNA związany z procesem przemieszczania błon oraz białek w retikulum endoplazmatycznym.